# Bourgeoisie
Bourgeoisie (IPA: [bʊʁʒo̯aˈziː], anhörenⓘ; französisch für ‚Bürgertum‘) ist im Allgemeinen eine Bezeichnung des wohlhabenden Bürgertums oder im Marxismus die Bezeichnung der herrschenden sozialen Klasse der Gesellschaft, die der Klasse des Proletariats gegenübersteht und manchmal auch zur Abgrenzung gegenüber der (künstlerischen) Bohème verwendet wird.
Im Unterschied zum weiten Begriff des Bürgers, dem auch der Citoyen im Sinne des Staatsbürgers zugerechnet wird, umfasst der Begriff des Bourgeois das Großbürgertum der weltlichen Oberschicht. Während es den einzelnen Bourgeois bereits in früheren Gesellschaftsepochen gab, wurde die Bourgeoisie erst im Europa des feudalistischen und absolutistischen Zeitalters politisch als eigene Kraft bedeutsam.
Der Begriff besitzt eine zentrale Bedeutung innerhalb der auf Karl Marx zurückgehenden marxistischen Theorie, in der er als Synonym für Kapitalist und damit für Ausbeuter gebraucht wird. Auf Grundlage dieser Theorie entwickelte der Begriff einen abfälligen Wertungscharakter: Ein typischer Bourgeois ist demnach ein sehr reicher Angehöriger der Oberschicht, der eine konservative oder reaktionäre Gesinnung aufweist.

## Sozialstrukturelle Entwicklung und Begriffsgeschichte
Mit dem Beginn der Industrialisierung in Deutschland bildete sich eine – in Frankreich als „Bourgeoisie“ bezeichnete – neue Schicht des Bürgertums, das „Besitzbürgertum“. Es ging nur zum geringeren Teil aus dem überkommenen, kaufmännisch geprägten Bürgertum oder aus dem Bildungsbürgertum hervor, sondern wurde überwiegend von erfolgreichen Handwerkern begründet. Im Laufe des 19. Jahrhunderts spalteten sich nach verschiedenen bürgerlichen Revolutionen wie der Julirevolution 1830, der Februarrevolution 1848 und der Märzrevolution von 1848/49 gegen die Politik der Restauration die revolutionären Kräfte zunehmend in zwei gegeneinander agierende Klassen auf: Einerseits den Dritten Stand, der seit dem Zeitalter der Aufklärung und der Französischen Revolution der Wortführer der fortschrittlichen Bewegungen war, andererseits das sich im Zuge der Industriellen Revolution rasch vermehrende Proletariat, das als „Vierter Stand“ begriffen wurde und zunehmend als eigene politische Kraft in Form der Arbeiterbewegung in Erscheinung trat.
Die Arbeiterbewegung wandte sich gegen die ehemals als fortschrittlich-revolutionär verstandene Bourgeoisie, die sich umgekehrt als Juste Milieu zur herrschenden Klasse entwickelte und nach Durchsetzung ihrer bürgerlichen Revolution zu einer konservativ-antirevolutionären Kraft wurde. Der politische Konflikt innerhalb der Gesellschaft bestand nun nicht mehr zwischen Adel und Klerus als Vertretern des Ancien Régimes auf der einen Seite und der bürgerlich-proletarischen Mehrheit auf der anderen Seite, sondern vor allem zwischen Bourgeoisie und Proletariat selbst.
Einer der ersten Sozialisten, die einen unüberwindbaren Widerspruch zwischen Proletariat und Bourgeoisie formulierten, war der Schneidergeselle Wilhelm Weitling. Weitling prägte entscheidend den 1836 in Paris aus dem Bund der Geächteten hervorgegangenen Bund der Gerechten, einen Vorläufer der späteren sozialistischen und Kommunistischen Parteien. Weitlings Einfluss ging infolge von Auseinandersetzungen mit Karl Marx zurück, nachdem der Bund der Gerechten in London in Bund der Kommunisten umbenannt worden war und unter den vorrangigen Einfluss von Marx und Friedrich Engels geriet.
Marx und Engels bauten die Theorie des Gegensatzes von Proletariat und Bourgeoisie mit wissenschaftlichem Anspruch aus. 1848 veröffentlichten sie das einflussreiche Manifest der Kommunistischen Partei, in dem sie zum internationalen und revolutionären Klassenkampf des Proletariats gegen die Bourgeoisie aufriefen, um den Kommunismus als klassenlose Gesellschaft durchzusetzen.

## Wissenschaftliche Begriffsverwendung
Ob der Begriff der Bourgeoisie und mit ihm die Bezeichnung bürgerliche Gesellschaft auch noch für die Beschreibung gegenwärtiger Gesellschaften verwendet werden sollte, ist innerhalb der Wissenschaft – insbesondere der Soziologie – umstritten. Denn bereits die Einteilung der Gesellschaft in soziale Klassen wird aufgrund ihrer politischen Brisanz bezweifelt.
Der Begriff bürgerliche Gesellschaft wird wissenschaftlich noch immer verwendet, wenn auch nicht mehr als dominante Beschreibungsfigur wie noch in den 1970ern. An seine Stelle trat der sozialstrukturell unbestimmte Begriff der Zivilgesellschaft. Das Problem für die Beschreibung moderner Gesellschaften besteht insbesondere darin, dass das Bürgertum „heute gesellschaftlich so verallgemeinert [ist], dass es alles und nichts zu sein scheint, eine beinahe differenzlose Kategorie.“ (Markus Pohlmann: Der diskrete Charme der Bourgeoisie?)

## Definition nach Karl Marx
In den Werken von Karl Marx erscheint die Bourgeoisie, das kapitalistische Großbürgertum, als die im Kapitalismus herrschende der beiden großen Klassen. Um diese Herrschaft geht es im Klassenkampf zwischen der Bourgeoisie und dem Proletariat, der abhängig beschäftigten Lohnarbeiterschaft. Eine Zwischenstellung nimmt das Kleinbürgertum der kleineren Selbständigen ein.
Die Bourgeoisie ist aus dem Dritten Stand der Feudalgesellschaft entstanden, den vor allem Handwerker, Händler, freie und landbesitzende Großbauern ausmachten. Im Zuge der industriellen Revolution, aber auch schon im Zuge der so genannten ursprünglichen Akkumulation, entwickelten sich diese Schichten zu Fabrikbesitzern und Großunternehmern.
Im Gegensatz zur beherrschten und ausgebeuteten Klasse der Arbeiter, deren Angehörige nur ihre auf dem Arbeitsmarkt zu verkaufende Arbeitskraft besitzen, sind die Großbürger daher Eigentümer der entscheidenden Produktionsmittel (etwa Fabriken, Transportmittel, Bodenschätze) und können mit deren Hilfe – und durch die Ausbeutung der Arbeiter – ihren Kapitalbesitz beständig vermehren.
Die Interessen der Bourgeoisie und des Proletariats sind nach Marx objektiv gegensätzlich und unversöhnlich. Ihr Gegensatz (Antagonismus) führt seiner Prognose gemäß notwendigerweise zum Klassenkampf, der in eine Diktatur des Proletariats mündet. In der Durchsetzung des Sozialismus und dann des Kommunismus als höchstem Stadium der klassenlosen Gesellschaft kommt die historische Entwicklung zum Ende: Für Marx und den auf seinen Theorien aufbauenden Historischen Materialismus ist die ganze Geschichte der Menschheit als Abfolge von Klassenkämpfen zu begreifen, in denen durch Revolutionen eine jeweils zuvor herrschende Klasse gestürzt wird, um eine alte Gesellschaftsform durch eine neue mit neuen ökonomischen, politischen und kulturellen Regeln zu ersetzen. Die Bourgeoisie hatte in diesem Kontext die historisch fortschrittliche Rolle, die herrschende Klasse des Adels in der Feudalgesellschaft mitsamt dem Absolutismus und Feudalismus zu stürzen, um den Kapitalismus und mit ihm die moderne Gesellschaft durchzusetzen.

## Definition nach Immanuel Wallerstein
Der Theoretiker der Weltsystemtheorie, Immanuel Wallerstein, schließt an Marx’ Theorie an und bereichert sie durch neuere soziologische und politikwissenschaftliche Elemente. So stellt die Bourgeoisie für ihn ein dynamisches, also in stetigem Wandel befindliches Phänomen dar. Einen festen Idealtypus des Bourgeois gibt es für ihn nicht. Stattdessen existieren verschiedene, räumlich und zeitlich eingegrenzte, dominierende Organisationsformen der Bourgeoisie. Diese sind abhängig vom erreichten Grad der Entwicklung der Weltwirtschaft insgesamt, der Rolle des räumlich eingegrenzten Gebietes (etwa eines Nationalstaates) innerhalb der Weltwirtschaft sowie den daraus entstehenden Formen des Klassenkampfes in der Weltwirtschaft.
Ein Individuum, welches Teil dieser Klasse ist, ist durch die Teilhabe am folgenden Prozess gekennzeichnet: Ein Bourgeois erhält aufgrund seiner Zugehörigkeit zu einer bestimmten Gruppierung, zu bestimmten Kreisen usw. einen Teil eines Mehrwertes, der nicht durch ihn selbst produziert wurde, und setzt diesen (gänzlich oder partiell) zur Kapitalakkumulation ein.
Dabei erfährt die Zugehörigkeit zur Bourgeoisie keine Beschränkung durch das Ausüben bestimmter Berufe oder die Verfügung über ein irgendwie geartetes Eigentum. Der Eintritt in die Bourgeoisie kann auch mittels eines Sprungbrettes oder aufgrund besonderer Strebsamkeit oder Talentiertheit erfolgen. Auch garantiert die Zugehörigkeit zur Klasse nicht den Verbleib in dieser. An dieser Stelle werden laut Wallerstein dann doch bestimmte Charaktereigenschaften für den Bourgeois maßgeblich, nämlich Cleverness, Härte und Fleiß. Denn das wichtigste Kriterium für den Klassenerhalt ist der Erfolg auf dem Markt.
Für die Individuen, die sich dauerhaft der Bourgeoisie zugehörig betrachten, stellt sich mit der Zeit die Frage, wie die Gratifikationen zu halten sind, ohne ständig dem enormen Konkurrenz- und Leistungsdruck ausgesetzt zu sein. Die Strategie zur Lösung dieses Problems liegt in der Ummünzung des ökonomischen Erfolges in gesellschaftlichen Status. Daraus resultiert allerdings ein weiteres Problem für die Bourgeoisie, nämlich die Tatsache, dass aufgrund der ökonomischen Dynamik des Kapitalismus neue Bourgeois erzeugt werden, die zwar noch nicht über gesellschaftlichen Status verfügen, ihn aber für sich beanspruchen. Da das wertvolle Gut des gesellschaftlichen Status jedoch seinen distinktiven Charakter und damit seinen eigentlichen Wert verliert, wenn zu viele darüber verfügen, kommt es zu Ausscheidungskämpfen zwischen den neuen und den alten Bourgeois.

## Kompradorenbourgeoisie
In Abgrenzung zur Nationalbourgeoisie in einzelnen kapitalistischen Ländern wird der Begriff der Kompradorenbourgeoisie im Bezug auf die Geschichte des Kolonialismus verwendet und bezeichnet diejenige einheimische Klasse, die die kolonialistische Ausbeutung von außen im Inneren des Landes aufrechterhält. Die Kompradorenbourgeoisie, auch als Kompradorenklasse bezeichnet, habe keinerlei Interesse an dem Aufbau von Industrie und der Akkumulation von Kapital, sondern lediglich an der Akkumulation von Reichtum. Nach Nicos Poulantzas fungiere die Kompradorenbourgeoisie als Vermittler des ausländischen Kapitals.

## Innere Bourgeoisie
Der griechisch-französische Staatstheoretiker Nicos Poulantzas führte in den 1970er Jahren den Begriff der „inneren Bourgeoisie“ in die vor allem marxistisch geprägte Debatte über den Imperialismus ein. Poulantzas unterscheidet die innere Bourgeoisie von der nationalen und der Kompradorenbourgeoisie. Ihre Existenz sei das Ergebnis der insbesondere nach dem Zweiten Weltkrieg fortschreitenden Internationalisierung der Produktion sowie des Kapitals. Diese Klasse ist nach Poulantzas mit Kapital aus dem Ausland verbunden, hat ihre Reproduktionsbasis zugleich aber im Inneren des Staates selbst. Während die Konzepte nationale Bourgeoisie und Kompradorenbourgeoisie (Statthalter-Bourgeoisie) vornehmlich das Verhältnis zwischen kapitalistischen Zentren und Peripherien in den Blick nehmen, lasse sich mit dem Konzept der „inneren Bourgeoisie“ auch das Verhältnis zwischen imperialen Mächten wie den USA und Europa unter internationalisierten kapitalistischen Verhältnissen erfassen. Die innere Bourgeoisie wäre im Zuge der Internationalisierung zur herrschenden Fraktion im Staat geworden und müsse innerhalb der nationalen Formation mit den Interessen des herrschenden imperialistischen Kapitals (Poulantzas nennt die USA), der internationalen Produktion, den Weltmarkt usw. umgehen. Im Gegensatz zur nationalen Bourgeoisie, die eine relativ autonome Stellung einnimmt, ist die innere Bourgeoisie daher untrennbar mit den internationalisierten kapitalistischen Verhältnissen verflochten, ihre Grundlage ist jedoch der (internationalisierte) Nationalstaat.

### Klassiker
- Karl Marx, Friedrich Engels: Manifest der kommunistischen Partei. In: MEW. Band 4. Dietz, Berlin 1959, S. 459–493 (mlwerke.de).
- Friedrich Engels: Die Stellung der Bourgeoisie zum Proletariat. In: MEW. Band 2. Dietz, Berlin 1972, S. 486–506 (mlwerke.de – Kapitel von Die Lage der arbeitenden Klasse in England).
- Nicos Poulantzas: Politische Macht und gesellschaftliche Klassen. Athenäum Fischer, Frankfurt am Main 1968.
- Werner Sombart: Der Bourgeois: Zur Geistesgeschichte des modernen Wirtschaftsmenschen. 6. Auflage. Duncker & Humblot, 2002, ISBN 3-428-10917-1 (Erstausgabe:  1913).
- Immanuel Wallerstein: Der Klassenkonflikt in der kapitalistischen Weltwirtschaft. In: Étienne Balibar, Immanuel Wallerstein (Hrsg.): Rasse, Klasse, Nation. Ambivalente Identitäten. Hamburg 1998, S. 141–153.

### Neuere Forschungsliteratur
- Edmond Goblot, Franz Schultheis, Louis Pinto (Hrsg.): Klasse und Differenz: Soziologische Studie zur modernen französischen Bourgeoisie. UVK, Konstanz 1994, ISBN 3-89669-832-X.
- Joachim Fischer: Bürgerliche Gesellschaft. Zur historischen Soziologie der Gegenwartsgesellschaft. In: Clemens Albrecht (Hrsg.): Die bürgerliche Kultur und ihre Avantgarden. Würzburg 2004, S. 97–119 (fischer-joachim.org [PDF; 203 kB]).
- Jürgen Kocka (Hrsg.): Bürgertum im 19. Jahrhundert. Deutschland im europäischen Vergleich. Eine Auswahl (= Kleine Vandenhoeck-Reihe. Band II: Wirtschaftsbürger und Bildungsbürger, Nr. 1574). Vandenhoeck & Ruprecht, Göttingen 1995, ISBN 3-525-33598-9 (digi20.digitale-sammlungen.de – Erstausgabe:  1988, Zuerst erschienen beim Deutschen Taschenbuchverlag [DTV, 4482], ISBN 3-423-04482-9).
- Markus Pohlmann: Der diskrete Charme der Bourgeoisie? – Ein Beitrag zur Soziologie des modernen Wirtschaftsbürgertums. In: Steffen Sigmund, Gert Albert, Agathe Bienfait, Mateusz Stachura (Hrsg.): Soziale Konstellation und historische Perspektive. Festschrift für M. Rainer Lepsius. VS, Wiesbaden 2008, S. 228–252 (ub.uni-heidelberg.de).

### Lexika
- Florian Schmaltz (I.), Immanuel Wallerstein (II.): Bourgeoisie. In: Historisch-kritisches Wörterbuch des Marxismus. Band 2, Argument-Verlag, Hamburg 1995, Sp. 302–330 (Artikelanfang frei verfügbar).